# Aracima privata
Aracima privata är en fjärilsart som beskrevs av Warnecke 1930. Aracima privata ingår i släktet Aracima och familjen mätare. Inga underarter finns listade i Catalogue of Life.